# Conde de Alva
Conde de Alva foi um título nobiliárquico criado pelo rei de Portugal Dom João V, por decreto de 29 de abril de 1729, a favor de João Diogo de Sousa e Ataíde, filho segundo do 6.º conde de Atouguia.

## Condes de Alva
1. D. João Diogo de Ataíde
2. D. Luís Mascarenhas
3. D. Luís Roque de Sousa Coutinho Monteiro Paim, 1.º Marquês de Santa Iria[2]
4. D. Vicente de Sousa Coutinho Monteiro Paim

Após a implementação da República e o fim do sistema nobiliárquico, tornaram-se pretendentes ao título José Luís Andrade de Vasconcelos e Sousa e José Luís de Melo de Vasconcelos e Sousa.